# クリス・スレイド
クリス・スレイド（Chris Slade、1946年10月30日 - ）は、ウェールズ出身のロックドラマー。

## 経歴
イギリス・ウェールズ南部のグラモーガン(Glamorgan)地方ポンティプリッド(Pontypridd)出身。
スレイドは1963年よりトム・ジョーンズのバック・バンドで活動。1969年にはオリビア・ニュートン＝ジョンとともに映画『Toomorrow』（1970年公開）の作中バンドToomorrowに参加するが、映画およびサウンドトラック・アルバムには不参加となり、カール・チェンバースがスレイドの後任を務めた。1971年から1978年までは、マンフレッド・マンズ・アース・バンド(Manfred Mann's Earth Band)のメンバーであった。1980年より2年間ユーライア・ヒープに在籍し、その後ゲイリー・ニューマンのアルバム『アイ・アサシン』のレコーディングおよびツアーに参加。1984年にはデヴィッド・ギルモアのツアーに参加するが、ギルモアから参加依頼を受けた直後にジミー・ペイジの新バンドにも勧誘され、ギルモアのツアー終了後にペイジと合流。ペイジ、ポール・ロジャース、トニー・フランクリンと結成された新バンドは、スレイドの案によりザ・ファームと名付けられ、1986年まで活動。1989年、ゲイリー・ムーアのアルバム『アフター・ザ・ウォー』に伴うツアーのリハーサル中にコージー・パウエルが離脱し、スレイドが代役としてツアー・ドラマーを務めた。
スレイドが最も注目を浴びたのは、1989年に、オーストラリアのハード・ロック・グループAC/DCから、サイモン・ライトの脱退を受けて、バンドへの参加を求められたときだったといえるだろう。ヤング兄弟(アンガスとマルコム)は、当初はスレイドを一時的な代役として雇い、やがて次のアルバムのレコーディング中にバンドの正式メンバーとなることを求めた。スレイドはアルバム『レイザーズ・エッジ』と、それを受けてのツアーに参加した。しかし、4年後、ヤング兄弟は、自分たちのスタイルのロックにぴったりの「グルーヴ」を出せる、として元メンバーのフィル・ラッドを復帰させることにし、スレイドに離脱を求めた。
AC/DCを離れたスレイドは、数年間、イギリスの田舎で生活していたが、プログレッシブ・ロック・グループのエイジアのジェフ・ダウンズからバンドへの参加を求められた。最終的に2005年9月に脱退するまで、スレイドは6年間エイジアに在籍した。
その後は、Chris Slade Steel Circle "CS/SC" という、AC/DCのトリビュート・バンドを率いる一方、セッション・ドラマーとしても活動していた。しかし、2014年にフィル・ラッドが不祥事により逮捕されたのを受け、2015年2月の第57回グラミー賞授賞式よりラッドの代役としてAC/DCに再加入し、その後のワールド・ツアーにも参加。

## ディスコグラフィ
トム・ジョーンズ 
- Along Came Jones (1965年)
- A-Tom-ic Jones (1966年)
- From The Heart (1966年)
- Green, Green Grass of Home (1967年)
- Live: at the Talk of the Town (1967年)
- 13 Smash Hits (1967年)
- Delilah (1968年)

トム・パクストン (Tom Paxton)
- How Come The Sun (1971年)

マンフレッド・マンズ・アース・バンド (Manfred Mann's Earth Band)
- マンフレッド・マンズ・アース・バンド - Manfred Mann's Earth Band (1972年)
- グローリファイド・マグニファイド - Glorified Magnified (1972年)
- メッシン - Messin' (1973年)
- 太陽の化身 - Solar Fire (1973年)
- ザ・グッド・アース - The Good Earth (1974年)
- ナイチンゲールとボンバーズ - Nightingales and Bombers (1975年)
- 静かなる叫び - The Roaring Silence (1976年)
- ウォッチ - Watch (1978年)

テラ・ノーヴァ (Terra Nova)
- Terra Nova (1978年)

カイ・オルソン (Kai Olsson)
- Crazy Love (1979年)

フランキー・ミラー
- Falling In Love (1979年)

ユーライア・ヒープ
- 征服者 - Conquest (1980年)

ゲイリー・ニューマン (Gary Numan)
- アイ、アサシン - I, Assassin (1982年)

デニー・レイン
- Anyone Can Fly (1982年)

ザ・ファーム
- ザ・ファーム - The Firm (1985年)
- ミーン・ビジネス - Mean Business (1986年)

AC/DC
- レイザーズ・エッジ - The Razors Edge (1990年)
- Live at Donington (1991年) 映像作品(DVD)
- ライヴ - Live (1992年)
- Big Gun (1993年) シングル盤

エイジア
- オーラ - Aura (2001年)
- サイレント・ネイション - Silent Nation (2004年)

ブラッドストック (Bloodstock)
- Creator of Worlds

ダメージ・コントロール (Damage Control)
- Raw (2006年)